# Inishlyre
Inishlyre är en ö i republiken Irland.   Den ligger i grevskapet Maigh Eo och provinsen Connacht, i den nordvästra delen av landet, 230 km väster om huvudstaden Dublin.